# Gabinete de ministros (Imperio ruso)

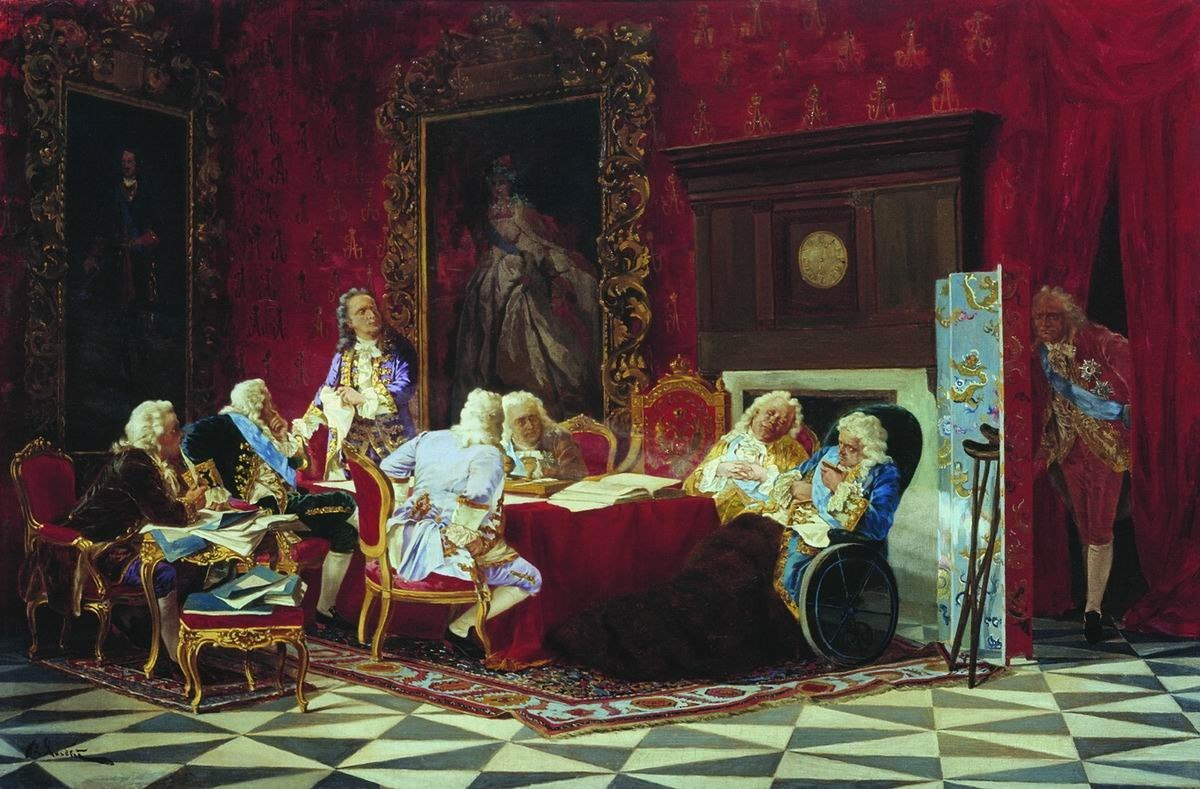
Valeri Yakovi, El gabinete de ministros de la emperatriz Ana Ivánovna, 1889. Museo de Bellas Artes Mijaíl Vrúbel de Omsk.

El Gabinete de Ministros (en ruso: Кабине́т Мини́стров) fue el órgano supremo estatal del Imperio ruso, formado el 24 de octubre (4 de noviembre) de 1731 por ukaz de la emperatriz Ana de Rusia. Tras el ascenso al trono de Isabel I de Rusia, el 12 (23) de diciembre de 1741, perdió sus poderes y fue transformado en la Cancillería Personal de la Emperatriz. En 1756 sus funciones fueron transferidas a la Conferencia en la Alta Corte.

## Historia
Tras su ascenso al poder en 1730, Ana de Rusia sustotuyó el anterior Consejo Supremo Privado por el Senado. Poco después de la abolición del primero, creó el Gabinete de Ministros, por ukaz del 6 (17) de noviembre de 1731.

[...] Asimismo, para la mejor y más honrada administración de todos los asuntos del estado que requieren nuestra graciosa decisión, y para el beneficio del Estado y nuestros leales súbditos, queremos establecer en la corte nuestro Gabinete, y determinar como ministros a nuestro Canciller el conde Gavril Golovkin, al vicecanciller Andréi Osterman, al consejero privado príncipe Cherkaski [...]

En 1735 se emitió otro ukaz que la firma de los tres inistros equivalía a la imperial. Durante la regencia de Ana Leopóldovna, bajo la influencia de Münnich, se decidió dividir el gabinete en tres departamentos:
- el conde Burkhard Christoph von Münnich, con el rango de primer ministro, estaba a cargo del ejército, los cuerpos de cadetes y los asuntos del Canal Ládoga;
- el conde Andréi Osterman estaba a cargo de las relaciones exteriores y la flota;
- el conde Alekséi Cherkaski y el conde Mijaíl Golovkin estaban a cargo del funcionamiento interno del Senado y el Sínodo, de la tarifas gubernamentales de la junta de la cámara y otros ingresos relativos a la justicia y el comercio.

Los ministros de los diferentes departamentos tomaban sus decisiones independientemente, solo comunicándolas entre sí para facilitar la coordinación. Solo los asuntos particularmente importantes eran decididos por el consejo general. Este nuevo gabinete de ministros sobrevivió poco tiempo, pues Isabel I de Rusia lo abolió al ascender al trono mediante un ukaz el 12 (23) de diciembre de 1741: 

Sobre la reforma de los órganos estatales internos, sobre la composición del registro, decreto sobre los anteriores gobiernos, contrarios al Estado, se abole el antiguo Gabinete y se instaura uno nuevo en la Corte de Su Majestad Imperial, se restablece la Gobernación del Procurador y se define el cargo de Canciller para la gestión de los asuntos exteriores.

## Miembros
El gabinete estuvo normalmente compuesto por tres ministros, a excepción de entre el 6 (17) de abril de 1736 al 3 (14) de abril de 1738, entre el 12 (23) de abril y el 18 (29) de agosto de 1740 y después del 25 de noviembre (6 de diciembre) de 1741, cuando estuvo compuesto solo por dos ministros, y entre noviembre de 1740 y el 3 (14) de marzo de 1741, cuando lo componían cuatro ministros. Estuvieron siempre entre sus miembros Andréi Osterman y Alekséi Cherkaski y se reemplazaron entre sí Gavril Golovkin (10 -21- de abril de 1731 al 20 -31- de enero de 1734), Pável Yaguzhinski (20 -31- de enero de 1734 al 6 -17- de abril de 1736), Artemi Volynski (3 -14- de febrero de 1738 al 12 -23- de abril de 1740), Alekséi Bestúzhev-Riumin (18 -29- de agosto a 8 -19- de noviembre de 1740), Mijaíl Golovkin (8 -19- de noviembre de 1740 al 25 de noviembre -6 de diciembre- de 1741) y Burkhard Christoph von Münnich (8 -19- de noviembre de 1740 al 3 -14- de marzo de 1741, quien sería el cuarto ministro del gabinete).